# Jason Puncheon
Jason David Ian Puncheon (* 18. Juni 1986 in Croydon) ist ein ehemaliger englischer Fußballspieler und aktueller -trainer. Als auf beiden Seiten einsetzbarer Flügelspieler war er am besten bekannt in den 2010er-Jahren in der Premier League für seine Zeit bei Crystal Palace mit 153 Einsätzen und 15 Toren. Im Juni 2023 übernahm er mit dem zyprischen Zweitligisten Peyia 2014 seinen ersten Verein als Cheftrainer.

## Sportlicher Werdegang

### Frühe Karrierestationen (2003–2010)
Obwohl Puncheon in der Nähe seines späteren Erfolgsvereins Crystal Palace geboren worden war, versuchte er sich zunächst ab 2003 beim FC Wimbledon. Als dieser schließlich in die Planstadt Milton Keynes umzog, um fortan als Milton Keynes Dons aufzutreten, begann er sich dort als Drittligaspieler zu etablieren. Nach dem Abstieg 2006 und zwei kurzen Leihengagements bei den semiprofessionellen Klubs Fisher Athletic und FC Lewes schloss er sich im Sommer 2006 dem Viertligakonkurrenten FC Barnet an. Bei den „Bees“ war er Stammspieler und mit 17 Pflichttoren als Flügelspieler empfahl er sich für höherklassige Vereine – dazu wurde er 2008 ins Viertligateam des Jahres gewählt (PFA Team of the Year).
Für eine Ablösesumme von 250.000 Pfund wechselte Puncheon im Sommer 2008 zum Zweitligisten Plymouth Argyle, konnte sich dort jedoch nicht durchsetzen, kehrte mehrfach zu seinem Ex-Klub in Milton Keynes auf Leihbasis zurück und erzielte dort in 60 Pflichtspielen zwölf Tore. Kurz vor Ende des Wintertransferfensters im Januar 2010 heuerte er beim Drittligisten FC Southampton an und wurde dort sofort eine feste Größe in der von Alan Pardew trainierten Mannschaft.

### FC Southampton (2010–2014)
Unter Pardews Nachfolger Nigel Adkins verschlechterte sich Puncheons Perspektive zunächst wieder, was auch an dem aufstrebenden Alex Oxlade-Chamberlain lag. So wechselte er während der Saison 2010/11 auf Leihbasis zum Zweitligisten FC Millwall und beeindruckte dort mit fünf Toren in sieben Spielen – darunter gegen seinen späteren Klub Crystal Palace (3:0) der erste Hattrick in seiner Profikarriere. Es folgte ab Ende Januar 2011 sein erstes Engagement in der Premier League für den FC Blackpool. Hier steuerte er in seinem weiteren Leihengagement bis zum Ende der Saison 2010/11 drei Tore in elf Ligaeinsätzen bei, konnte aber Blackpools Abstieg als Tabellenvorletzter nicht verhindern – parallel dazu war sein „Stammklub“ aus Southampton in die zweite Liga aufgestiegen.
Mit deutlich weniger Erfolg verlief zu Beginn der anschließenden Saison 2011/12 ein weiteres Premier-League-Leihgeschäft, als Puncheon bis zum Jahreswechsel für die Queens Park Rangers gerade einmal zu zwei Einwechslungen kam. Nach seiner Rückkehr zum FC Southampton war er dann Teil der Mannschaft, die über die Vizemeisterschaft den Durchmarsch in die Premier League realisierte – Puncheon war dabei in acht Partien beteiligt. In der Premier League reifte er letztlich auch bei „Saints“ zum Leistungsträger, schoss sieben Tore in 34 Pflichtspiele und unterschrieb im März 2013 einen neuen Vertrag. Unter dem neuen Trainer Mauricio Pochettino erklärte sich der Klub jedoch bereit dazu, Puncheon an den Ligakonkurrenten und Aufsteiger Crystal Palace für die anschließende Spielzeit 2013/14 auszuleihen. Nachdem er dort zu überzeugen wusste, wurde Ende Januar 2014 das Leihgeschäft in einen permanenten Transfer umgewandelt.

### Crystal Palace (2014–2019)
Puncheon war ein wichtiger Bestandteil von Crystal Palace, das sich sukzessive aus der Abstiegszone kämpfte und letztlich den Klassenerhalt sicherte. Sowohl drei Tore im Januar 2014 als auch im April 2014 sorgten dafür, dass der damalige Trainer Tony Pulis neuen Interessenten eine deutliche Absage erteilte. Auch der spätere Trainer Alan Pardew, mit dem Puncheon bereits zusammengearbeitet hatte, lobte Puncheons Leistung im Januar 2015 anlässlich eines 3:2-Auswärtssiegs gegen den FC Burnley mit den Worten, er sei der mit weitem Abstand beste Spieler auf dem Platz gewesen. Kurz darauf schoss er im April 2015 ein Tor gegen den amtierenden Meister Manchester City (2:1).
Im Jahr darauf zog Puncheon mit „Palace“ ins Endspiel des FA Cups ein. Dabei schoss er im Finale gegen das favorisierte Manchester United nach seiner Einwechslung den ersten Treffer in der 78. Minute, verpasste aber die Sensation, da die Partie noch mit 1:2 in der Verlängerung verloren ging. Im Juli 2017 ersetzte Puncheon Scott Dann in der Funktion des Mannschaftskapitäns, aber ein Kreuzbandriss im Januar 2018 sorgte dafür, dass die Spielzeit 2017/18 für ihn vorzeitig endete. Nach gerade einmal fünf Premier-League-Einsätzen in der Saison 2018/19 verließ er den Klub nach dem Ende der Vertragslaufzeit. Kurz vorher hatte er noch in der Rückrunde beim Erstligakonkurrenten Huddersfield Town „ausgeholfen“.

### Karriereausklang auf Zypern (2019–2023)
Im August 2019 verließ Puncheon England in Richtung Zypern, um dort zunächst drei Jahre für den Erstligisten Paphos FC zu spielen und dann in der Saison 2022/23 die aktive Karriere bei Anorthosis Famagusta ausklingen zu lassen.

### Wechsel ins Trainerfach (seit 2023)
Im Juni 2023 verpflichtete der zyprische Zweitligist Peyia 2014 Puncheon für die anstehende Saison 2023/24.

## Titel/Auszeichnungen
- PFA Team of the Year (2): Saison 2007/08 (4. Liga), Saison 2009/10 (3. Liga)